# Archilestris capnoptera
Archilestris capnoptera là một loài ruồi trong họ Asilidae. Archilestris capnoptera được Wiedemann miêu tả năm 1828.